# 蘇聯民航8641號班機空難
蘇聯民航8641號班機空難发生于1982年6月28日，俄羅斯航空一班由雅克-42执飞，由普尔科沃国际机场至基辅国际机场的航班墜毀於莫濟里，造成132人死亡。

## 事故经过
1982年6月28日，当地时间在上午9點01分从普尔科沃国际机场起飛，于上午10點48分完成着陆简令，随后获准下降至7,800公尺。客機下降开始之后，水平安定面配平到+0.3°，這時机头下沉，然后突然移动到超过机械停止位（+2°）。這时飛行員无法控制飞机。最终在高度5,700公尺时，机体结构无法承受高速俯冲带来的负荷並且解体，導致機上132人全部罹難。